# Eadmund von Durham
Eadmund von Durham (auch Edmund; † 1041) war von 1021 bis 1041 Bischof von Durham.

## Leben
Eadmund stammte aus einer vornehmen Familie. Nachdem Bischof Aldhun 1018 gestorben war, blieb das Amt drei Jahre vakant. Der Priester Eadmund wurde 1021 durch eine Stimme aus dem Grab des Heiligen Cuthbert zum Bischof bestimmt und König Knut der Große betätigte die Wahl. Nachdem Eadmund Mönch geworden war, wurde er von Erzbischof Wulfstan II. von York in Winchester zum Bischof geweiht. Auf dem Rückweg nach Durham schloss sich ihm der erfahrene Mönch Æthelric aus dem Kloster Peterborough als Berater an.
König Knut der Große stand auch später noch in Kontakt zu Eadmund und beschenkte dessen Kloster mit umfangreichen Ländereien.
Der schottische König Duncan I. belagerte 1040 Durham, wurde aber geschlagen und verlor fast sein ganzes Heer.
Eadmund starb 1041, als er König Hardeknut am königlichen Hof in Gloucester besuchte. Sein Leichnam wurde nach Durham gebracht und ehrenvoll bestattet,
Manchmal wird auch 1042 oder 1048 als Todesjahr genannt.